# Oporinia pallida
Oporinia pallida là một loài bướm đêm trong họ Geometridae.